# Sclerocoelus galapagensis
Sclerocoelus galapagensis är en tvåvingeart som beskrevs av Marshall 1997. Sclerocoelus galapagensis ingår i släktet Sclerocoelus och familjen hoppflugor. Inga underarter finns listade i Catalogue of Life.